# Dacia Unirea Brăila în sezonul 2001-2002
Sezonul 2001-2002 reprezintă primul sezon în Liga a II-a pentru Dacia Unirea Brăila dupa 2 ani petrecuți in Liga a III-a.

## Echipă
| Nr. |         | Poziție | Jucător             |
| --- | ------- | ------- | ------------------- |
| 1   | România | P       | Constantin Brătianu |
| -   | România | P       | Marius Mindileac    |
| 12  | România | P       | Viorel Mirică       |
| -   | România | P       | Costel Dumitru      |
| -   | România | F       | Fane Ștefănescu     |
| -   | România | F       | Ginel Rădulescu     |
| -   | România | F       | Cătălin Damaschin   |
| -   | România | F       | Adrian Stanciu      |
| -   | România | F       | Marian Samoilă      |
| 4   | România | F       | Emil Cristian       |
| 6   | România | F       | Laurențiu Ivan      |
| -   | România | F       | Emil Spirea         |
| -   | România | F       | Gabriel Baciu       |
| -   | România | F       | Cristian Petcu      |
| -   | România | M       | Marius Sebe         |
| -   | România | M       | Sandu Culeafă       |
| -   | România | M       | Cristian Bândărică  |
| -   | România | M       | Ionel Vioreanu      |
| -   | România | M       | Viorel Tănase       |
| -   | România | M       | Bănel Nicoliță      |
| -   | România | M       | Ionel Vioreanu      |
| -   | România | M       | Ionel Bratoșin      |
| -   | România | M       | Cosmin Onofrei      |
| -   | România | A       | Nicolae Ciocea      |
| -   | România | A       | Mihăiță Stoian      |
| -   | România | A       | Claudiu Picoș       |
| -   | România | A       | Marcel Atănăsoaie   |

## Transferuri

### Sosiri
| Post | Jucător           | De la echipa    | Sumă de transfer  | Dată |  | ---- |
| ---- | ----------------- | --------------- | ----------------- | ---- |  | ---- |
| P    | Marius Mindileac  | Gloria Buzău    | liber de contract | -    |  |      |
| F    | Emil Spirea       | Petrotub Roman  | liber de contract | -    |  |      |
| F    | Cristian Petcu    | Farul Constanța | liber de contract | -    |  |      |
| M    | Bănel Nicoliță    | Juniori         | liber de contract | -    |  |      |
| M    | Sandu Culeafă     | Farul Constanța | liber de contract | -    |  |      |
| A    | Marcel Atănăsoaie | CSM Focșani     | liber de contract | -    |  |      |

### Plecări
| Post | Jucător        | De la echipa | Sumă de transfer  | Dată |  | ---- |
| ---- | -------------- | ------------ | ----------------- | ---- |  | ---- |
| F    | Laurențiu Ivan | FC Onești    | liber de contract | -    |  |      |

## Sezon

### Sezon intern
| 1  | Dacia Unirea Braila | Poiana Campina      | Nicoliță 45                                                                    | 1-0 |
| 2  | Roman               | Dacia Unirea Braila | G.Dinu 35, D. Mitruc 54                                                        | 2-0 |
| 3  | Dacia Unirea Braila | Rocar               |                                                                                | 0-0 |
| 4  | Moinesti            | Dacia Unirea Braila | Iriza 33                                                                       | 1-0 |
| 5  | Dacia Unirea Braila | Electro Magnetica   | M. Stoian 73, T. Bălan 16, 40, V.Dinu 39, Sprâncenatu 48, P. Gheorghe 65, 90   | 1-6 |
| 6  | Plopeni             | Dacia Unirea Braila | M. Antal 64                                                                    | 1-0 |
| 7  | Onesti              | Dacia Unirea Braila | G. Gorga 26 p, 52 p, M. Stoian 70                                              | 2-1 |
| 8  | Dacia Unirea Braila | Tractorul           |                                                                                | 0-0 |
| 9  | ARO                 | Dacia Unirea Braila | M. Popa 18, Ștefănică 46, Ivan 90                                              | 2-1 |
| 10 | Dacia Unirea Braila | Foresta             | Bândărică 18, Vioreanu 51, Fannis 36, 56, Șchiopu 44, Păcurar 86               | 2-4 |
| 11 | Inter-Gaz           | Dacia Unirea Braila | Lăscărache 6, Stoian 10, Nicoliță 88                                           | 2-1 |
| 12 | Dacia Unirea Braila | Focsani             | Vioreanu 88                                                                    | 1-0 |
| 13 | Bragadiru           | Dacia Unirea Braila | Belciug 56, Bratoșin 83 og                                                     | 2-0 |
| 14 | Dacia Unirea Braila | Midia Navodari      | Ciocea 3, Pall 60, Atănăsoaie 80, Scăieteanu 89                                | 3-1 |
| 15 | Fieni               | Dacia Unirea Braila | B. Popescu 35 p, Sala 42, M. Ilie 73                                           | 3-0 |
| 16 | Poiana              | Dacia Unirea Braila |                                                                                | 0-0 |
| 17 | Dacia Unirea Braila | Roman               | B. Ștefănescu 71                                                               | 1-0 |
| 18 | Rocar               | Dacia Unirea Braila |                                                                                | 0-3 |
| 19 | Dacia Unirea Braila | Moinesti            | Spirea 70, Petcu 76                                                            | 2-0 |
| 20 | Electro Magnetica   | Dacia Unirea Braila | V. Dinu 51, G. Niculae 84                                                      | 2-0 |
| 21 | Dacia Unirea Braila | Plopeni             | Ștefănescu 80                                                                  | 1-0 |
| 22 | Dacia Unirea Braila | Onesti              | Vioreanu 80, G. Gorga 25                                                       | 1-1 |
| 23 | Tractorul           | Dacia Unirea Braila | Tameș 90                                                                       | 1-0 |
| 24 | Dacia Unirea Braila | ARO                 | Culeafă 5, Nicoliță 63                                                         | 2-0 |
| 25 | Foresta             | Dacia Unirea Braila | S.Dima 10                                                                      | 1-0 |
| 26 | Dacia Unirea Braila | Inter Gaz           | Spirea 36                                                                      | 1-0 |
| 27 | Focsani             | Dacia Unirea Braila | Hanga 3                                                                        | 1-0 |
| 28 | Dacia Unirea Braila | AEK                 | G. Baciu 3, Rădulescu 5, Spirea 21, Nicoliță 39, Atănăsoaie 80, Belciug 36, 69 | 5-2 |
| 29 | Midia Navodari      | Dacia Unirea Braila | Floricică 19, 78, Atănăsoaie 90                                                | 2-1 |
| 30 | Dacia Unirea Braila | Fieni               | Culeafă 30, B. Badea 63 og, R. Stan 50                                         | 2-1 |

Clasamentul după 30 etape se prezintă astfel: